# Zacapa (departament)
Zacapa – jeden z 22 departamentów Gwatemali, położony we wschodniej części kraju. Stolicą departamentu jest miasto Zacapa. W skład departamentu wchodzi 10 gmin (municipios). Departament graniczy na zachodzie z departamentami Alta Verapaz, El Progreso na północy z departamentem Izabal, na wschodzie granicą państwową z Hondurasem oraz na południu z departamentami Chiquimula i Jalapa.
Jest średnim pod względem wielkości i liczebności mieszkańców departamentem Gwatemali. Najważniejszymi miastami w departamencie oprócz stołecznego są Estanzuela, Cabañas, Gualán i Usumatlán. Departament ma charakter nizinny a średnie wyniesienie nad poziom morza wynosi 220 m. Klimat jest ciepły i suchy a średnie temperatury zawierają się w przedziale od 21 do 34 °C, a według klasyfikacji klimatów  Köppena dominuje klimat sawann (Aw) i ciepły klimat stepowy (BSh) z dominacja opadów w okresie czerwiec-wrzesień.

## Podział
1. Cabañas
2. Estanzuela
3. Gualán
4. Huité
5. La Unión
6. Río Hondo
7. San Diego
8. Teculután
9. Usumatlán
10. Zacapa